# Logarithme complexe

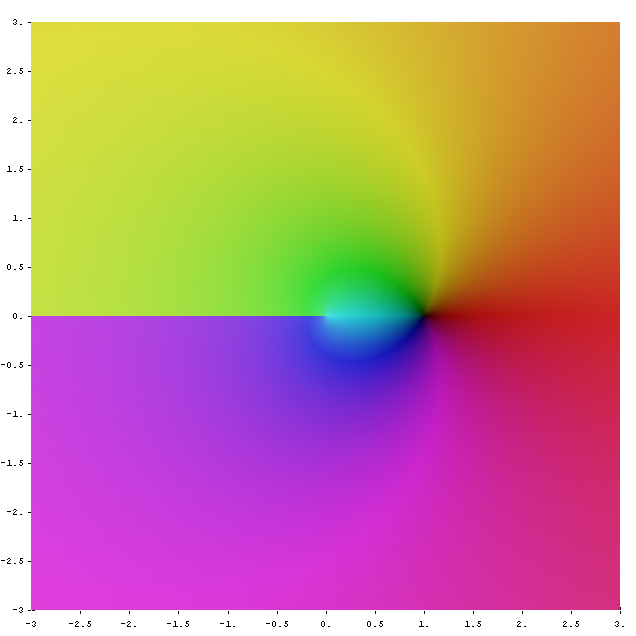
Représentation de la branche principale de la fonction logarithme complexe. Les teintes (de rouge à violet) codent l'argument du logarithme, et la saturation (de délavé à vif) code son module ; le code exact est commenté plus précisément au début de l'article Fonction zêta.

En  mathématiques, le logarithme complexe est une fonction généralisant la fonction logarithme naturel (définie sur ]0,+∞[) au domaine ℂ* des nombres complexes non nuls.
Plusieurs définitions sont possibles. Aucune ne permet de conserver, à la fois, l'univocité, la continuité et les propriétés algébriques de la fonction logarithme.

## Histoire des logarithmes complexes
La question de savoir s'il est possible de prolonger le logarithme naturel (c'est-à-dire de le définir sur un ensemble plus grand que ]0,+∞[) s'est posée dès la seconde moitié du XVIIe siècle avec les développements en série des fonctions. Le passage de
{\displaystyle \forall x\in \mathbb {R} ,\ \mathrm {e} ^{x}=\sum _{n=0}^{+\infty }{\frac {x^{n}}{n!}}} à {\displaystyle \forall z\in \mathbb {C} \quad \mathrm {e} ^{z}=\sum _{n=0}^{+\infty }{\frac {z^{n}}{n!}}}
s'était fait de manière naturelle (voir Exponentielle complexe), et il eût été imaginable qu'un passage analogue se fît pour le logarithme népérien. Mais il n'existe aucune fonction univoque continue sur ℂ*, possédant toutes les propriétés algébriques des fonctions logarithmes et coïncidant avec la fonction logarithme népérien réelle sur ]0,+∞[.
L'existence de plusieurs valeurs possibles pour ln(–1), par exemple, a donné lieu à des échanges de lettres passionnés entre Leibniz et Bernoulli. Le voile sera levé par Euler.
On peut cependant définir le logarithme d'un nombre négatif de la manière suivante : {\displaystyle \ln(-a)=\ln a+{\rm {i}}\pi } pour a réel strictement positif, en référence au fait que {\displaystyle \ln(-a)=\ln \left({\rm {e}}^{{\rm {i}}\pi }a\right)} et par transfert de propriété : {\displaystyle \ln(-a)=\ln(a)+{\rm {i}}\pi } ; mais la fonction ainsi définie n'a pas toutes les propriétés algébriques de la fonction logarithme népérien réelle. En effet, par exemple, comme l'aurait voulu Bernoulli, {\displaystyle \ln(x^{2})=2\,\ln x} pour x = –1 entraînerait :
{\displaystyle \ln((-1)^{2})=2\ln(-1)=2(\ln 1+{\rm {i}}\pi )=2{\rm {i}}\pi }.
Mais d'autre part :
{\displaystyle \ln((-1)^{2})=\ln 1=0},
Cela imposerait l'existence d'au moins deux valeurs différentes, chacune acceptable, comme un logarithme de 1 : 0 et 2iπ.

## Définition des logarithmes complexes point par point
On peut définir sur l'ensemble des complexes, l'exponentielle complexe :
{\displaystyle \exp(z)=\mathrm {e} ^{z}=\sum _{n=0}^{+\infty }{\frac {z^{n}}{n!}}}.
On démontre (voir  l'article détaillé) que {\displaystyle \exp(x+\mathrm {i} y)=\mathrm {e} ^{x}(\cos y+\mathrm {i} \sin y)}. Par conséquent, la fonction exponentielle est surjective de ℂ dans ℂ*, et {\displaystyle \exp(z_{1})=\exp(z_{2})\iff z_{2}-z_{1}\in 2\mathrm {i} \pi \mathbb {Z} }.
On définit alors un logarithme complexe α d'un nombre complexe Α comme une solution de l'équation :
{\displaystyle \exp(\alpha )=A}.
Ainsi, tout complexe non nul admet au moins un logarithme et deux logarithmes du même nombre diffèrent de 2ikπ, pour un certain entier relatif k.

## Le logarithme complexe est-il une fonction?
Peut-on définir une fonction « logarithme », qui ait de bonnes propriétés de régularité (idéalement, holomorphe) ?
Il est clair qu'un choix arbitraire devra être fait : par exemple, si on essaie de définir un logarithme au voisinage de 1, il n'y a pas a priori de raison de privilégier un logarithme de 1 plutôt qu'un autre.
La première exigence[Par qui ?] est la continuité : on parlera de détermination continue du logarithme. Les deux résultats suivants s'obtiennent en utilisant la notion topologique de connexité :
Théorème d'unicité — 
Sur tout ouvert connexe, s'il existe une détermination continue du logarithme, elle est unique à une constante additive près de la forme 2ikπ, où k est un entier relatif.
Théorème d'inexistence — 
Sur un ouvert connexe, contenant une courbe d'indice 1 autour de l'origine (par exemple un cercle centré en l'origine), il n'existe pas de détermination continue du logarithme.
Ce deuxième théorème, crucial, montre une obstruction à l'existence d'un logarithme complexe défini sur tout ℂ*.
En effet, lorsqu'on suit (démarche qui évoque le prolongement analytique) une hypothétique détermination continue du logarithme le long d'un lacet autour de l'origine, dans le sens direct, et qu'on revient au point de départ, on a ajouté 2iπ à la valeur initiale du logarithme. Par exemple, considérons un ouvert contenant le cercle unité, et choisissons 0 comme logarithme de 1. Les points du cercle unité proches de 1 s'écrivent eit avec t réel proche de 0. La continuité du logarithme conduit à poser ln(eit) = it pour ces points. En répétant ce procédé le long du cercle, on trouve après un tour complet une nouvelle valeur pour le logarithme de 1, à savoir 2iπ. Ce phénomène s'appelle la monodromie.

## Détermination principale du logarithme et fonctions issues du logarithme

### Fonctions issues du logarithme
Une fonction logarithme étant choisie, plusieurs autres fonctions de variable complexe peuvent être définies : la fonction argument, et les fonctions puissance.
En effet, une fonction argument doit être à valeurs réelles et vérifier l'équation :
{\displaystyle z=|z|\mathrm {e} ^{{\rm {i}}\arg z}}.
Il vient alors naturellement qu'une fonction logarithme ϕ étant donnée, on peut poser :
{\displaystyle \arg z=-\mathrm {i} (\phi (z)-\ln |z|)}.
D'après cette équation, l'argument est en fait la partie imaginaire du logarithme. L'impossibilité de définir une fonction argument continue sur tout ℂ est une obstruction de même nature que la monodromie du logarithme.
La donnée d'une détermination du logarithme ϕ fournit un choix canonique de fonctions puissance : {\displaystyle z\mapsto \exp(\alpha \phi (z))} détermine une fonction « z puissance α ».

### Détermination principale
Afin de définir de façon correcte et explicite un logarithme, on peut contourner le problème de la monodromie par la définition d'un logarithme sur le plan complexe privé d'une demi-droite issue de l'origine, ce qui peut être fait par exemple à l'aide de la formule intégrale suivante :
{\displaystyle L(x)=\int _{0}^{1}{\frac {{\frac {\partial f}{\partial t}}(t,x)}{f(t,x)}}~\mathrm {d} t} où f(t , x) = t(x – 1) + 1.
On obtient ainsi la détermination principale du logarithme, définie sur l'ensemble des complexes privé de l'ensemble des réels négatifs ou nul par la formule :
{\displaystyle L(z)=\ln {|z|}+\mathrm {i} {\text{Arg }}z}   où Arg z est l'argument principal de z.
D'après le théorème d'unicité ci-dessus, c'est l'unique détermination continue du logarithme définie sur cet ensemble et qui s'annule en 1.
Une détermination sur un domaine (en) (c'est-à-dire à un ouvert connexe) strictement inclus dans le domaine précédent peut aussi être obtenue au travers des séries entières :
{\displaystyle \ln(1+z)=\sum _{n=1}^{\infty }{\frac {(-1)^{n+1}}{n}}z^{n}=z-{\frac {z^{2}}{2}}+{\frac {z^{3}}{3}}-\cdots }.
Cette série entière résulte de l'intégration terme à terme de {\displaystyle \sum _{k=0}^{\infty }(-z)^{k}={\frac {1}{1+z}}} donc son rayon de convergence est 1. En outre, une sommation par parties montre qu'elle converge lorsque |z| = 1, avec l'exception notable de z = −1 : ln 0 n'existe pas.
Le lien entre logarithme et argument, l'expression classique de l'argument principal en termes de parties réelles et parties imaginaires, et le résultat d'unicité énoncé ci-dessus amènent à l'identité :
{\displaystyle L(x+\mathrm {i} y)=\ln |x+\mathrm {i} y|+2\mathrm {i} \arctan \left({\frac {y}{x+{\sqrt {x^{2}+y^{2}}}}}\right)}.
On reconnaît pour la partie imaginaire la fonction atan2.
Ainsi définie, L est une fonction holomorphe sur ℂ\ℝ– et elle coïncide sur ]0 , +∞[ avec la fonction logarithme naturel.
Il faut néanmoins être prudent, parce que certaines propriétés familières du logarithme réel ne sont plus vérifiées pour le logarithme complexe. Par exemple,  L(ez) n'est pas toujours égal à z, et L(zw) n'est pas toujours égal à L(z) + L(w).

### Représentation de la branche principale

Représentation de la partie réelle, de la valeur absolue de la partie imaginaire, et du module de la branche principale du logarithme dans le plan complexe.
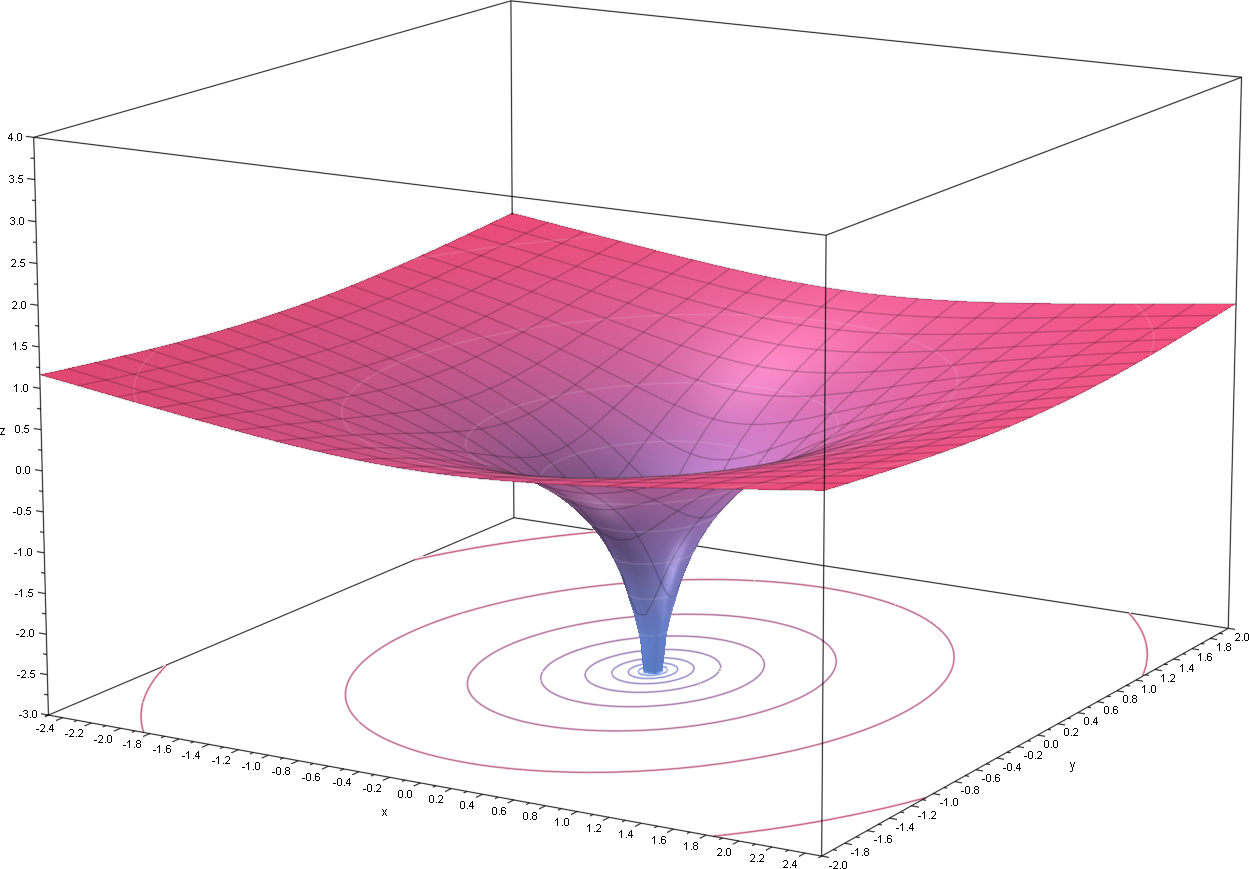
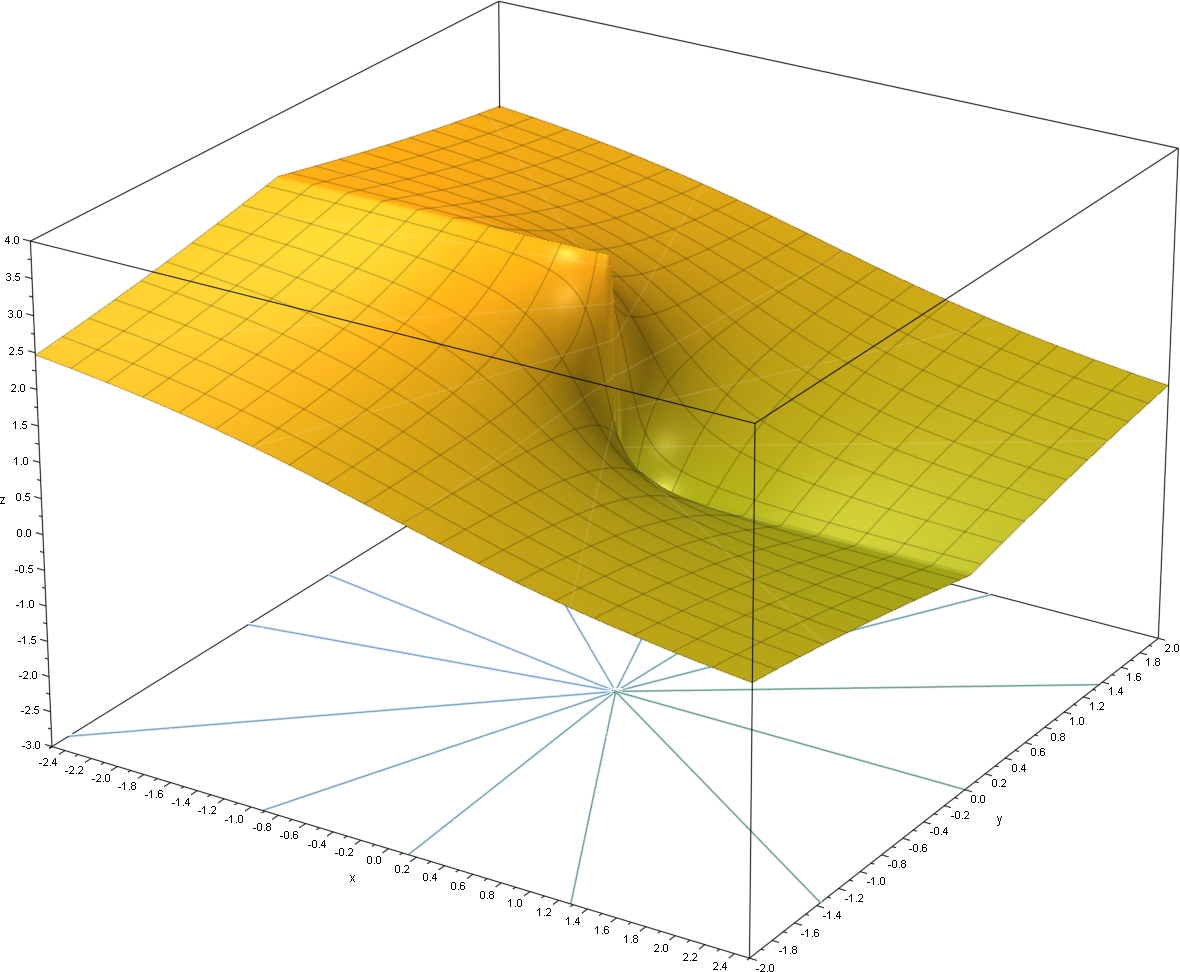
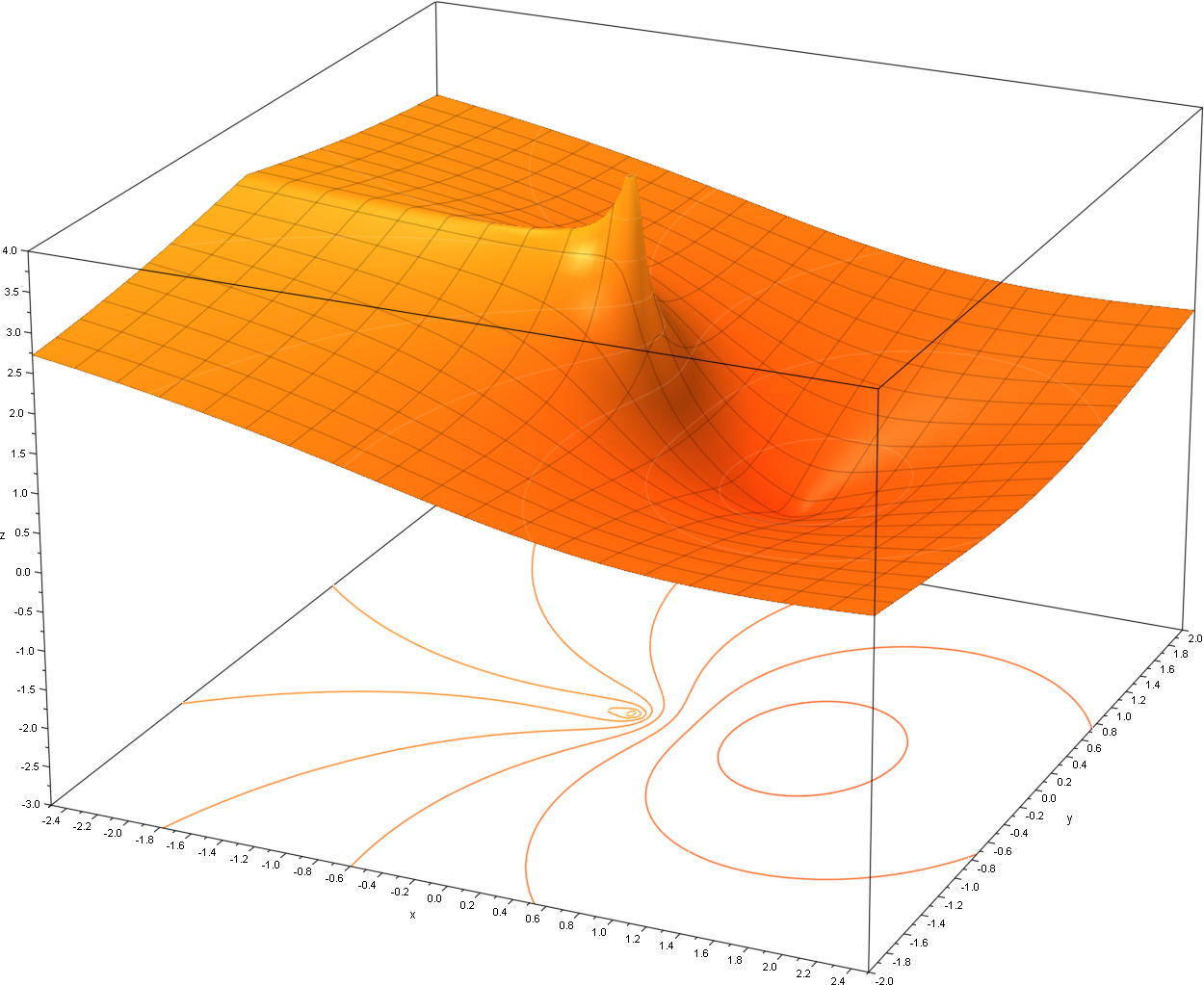
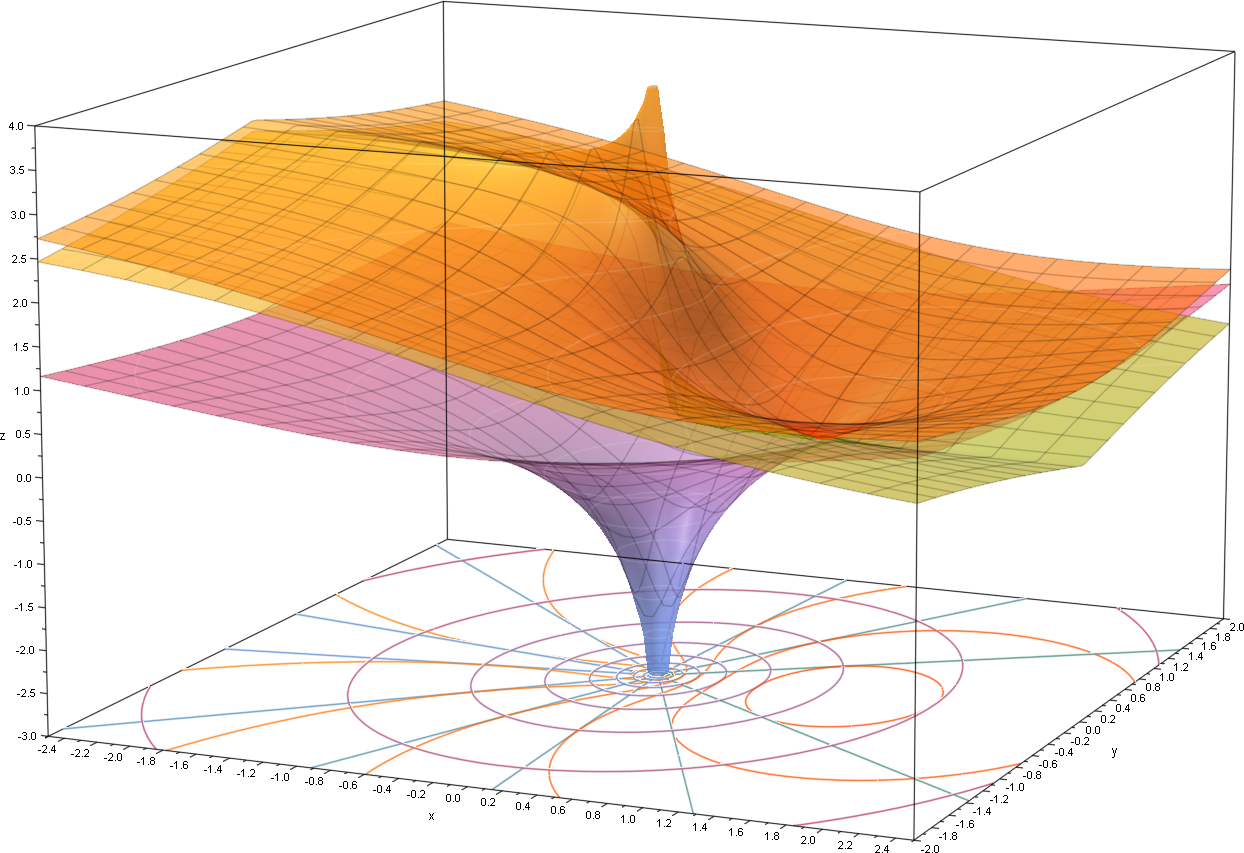

- {\textstyle z=\Re (\ln(x+iy))}
- {\textstyle z=|\Im (\ln(x+iy))|}
- {\textstyle z=|\ln(x+iy)|}

## Définition à partir d'équations différentielles
Sauf indication contraire, dans cette partie, toutes les équations différentielles considérées sont linéaires.
Il est bien connu que le logarithme réel est une primitive de la fonction inverse : c'est une solution de l'équation différentielle :
{\displaystyle z\phi '(z)=1\,}
En fait, on peut définir un logarithme complexe comme une solution holomorphe de cette équation. Il est facile de voir que cette définition est équivalente à celle faisant intervenir la fonction exponentielle. On rattache ainsi la question du logarithme complexe à celle plus générale des équations différentielles holomorphes.
C'est dans ce contexte qu'intervient de façon naturelle la question de monodromie. Le cas des fonctions puissance entre aussi dans ce cadre des fonctions définies comme solutions d'équations différentielles : pour {\displaystyle \alpha \in \mathbb {C} } une fonction {\displaystyle z\mapsto z^{\alpha }} peut être définie comme solution de l'équation différentielle :
{\displaystyle z\phi '(z)=\alpha \phi (z)\,}
Prenons l'exemple de la racine carrée (α = 1⁄2). Il y a le même problème de non-unicité que pour le logarithme : chaque nombre non nul a deux racines carrées complexes, opposées l'une de l'autre. En particulier, on peut passer de l'une à l'autre grâce à l'opération de multiplication par –1. Un choix canonique était possible pour la racine carrée des réels positifs : le choix de la racine carrée positive. Ce n'est plus possible pour les complexes. Le phénomène de monodromie n'est pas tout à fait le même que pour le logarithme quand on fait un tour autour de l'origine : cette fois-ci, cela revient à multiplier la racine carrée initialement choisie par –1. Il faut remarquer que la monodromie est en un certain sens plus simple pour la racine carrée : au bout d'un deuxième tour, on revient à la valeur de départ, ce qui n'arrivera jamais pour le logarithme.
En langage plus savant : l'origine est un point singulier pour nos deux équations différentielles, et à un point singulier d'une équation différentielle est associé le groupe de monodromie de la façon suivante : le groupe fondamental de l'espace ℂ privé des points singuliers de l'équation considérée (dans nos exemples, cet espace est ℂ* et le groupe fondamental est π1(ℂ*) ≃ ℤ) agit sur les espaces de solutions locales de l'équation par prolongement analytique le long des lacets. L'image de la représentation ainsi obtenue est par définition le groupe de monodromie de l'équation : c'est donc un groupe quotient du groupe fondamental. Dans nos exemples, on trouve que le groupe de monodromie est isomorphe à ℤ pour le logarithme, à ℤ/2ℤ pour la racine carrée.
Dans le cas d'une équation à plusieurs singularités, le groupe de monodromie ainsi défini est le groupe de monodromie global. On peut aussi définir un groupe de monodromie local associé à chaque singularité. Le groupe de monodromie global sera un quotient du produit libre des groupes de monodromie locaux.

## Surfaces de Riemann

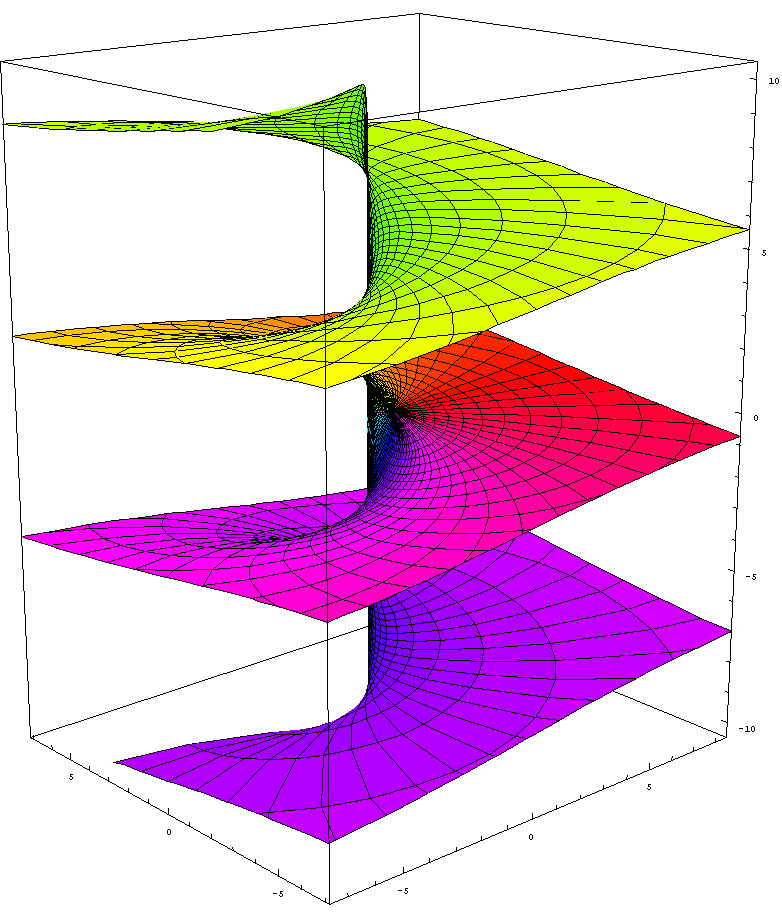
Représentation de la surface de Riemann pour le logarithme complexe.

Plutôt que de se contenter de la détermination principale du logarithme, on privilégie un autre point de vue, plus aisément généralisable : on construit un espace géométrique qui se projette dans le plan complexe, dans lequel le logarithme est bien défini, et tel que deux points de cet espace dont les logarithmes diffèrent de 2ikπ, pour un certain entier k, se projettent sur le même point du plan complexe. On reconnaît ici la définition d'un revêtement de ℂ* :  il s'agit en fait de son revêtement universel. On obtient ainsi une surface de Riemann.
Pour le cas de la fonction racine carrée, on peut se contenter de revêtir par une surface plus proche du plan complexe épointé ℂ* initial (plus proche en termes de classification des revêtements) : la valeur de la fonction étant déterminée à produit près par –1, on pourra se contenter d'un revêtement à deux feuillets (contre une infinité pour le logarithme).
En langage plus savant, et de façon plus générale, on peut voir ces surfaces de Riemann ainsi : on considère le revêtement universel de l'espace ℂ privé des singularités de l'équation considérée. Le groupe de Galois de ce revêtement est le groupe fondamental de l'espace considéré. Pour obtenir la surface de Riemann associée, il faut considérer le sous-revêtement galoisien dont le groupe de Galois est le groupe de monodromie de l'équation considérée. Cette opération se fait par la correspondance de Galois sur les revêtements. Elle est naturelle dans le sens où elle revient à rendre la monodromie, qui était une obstruction à l'univocité, triviale — et de la manière la moins coûteuse possible, en termes de revêtement.